# Defund the police

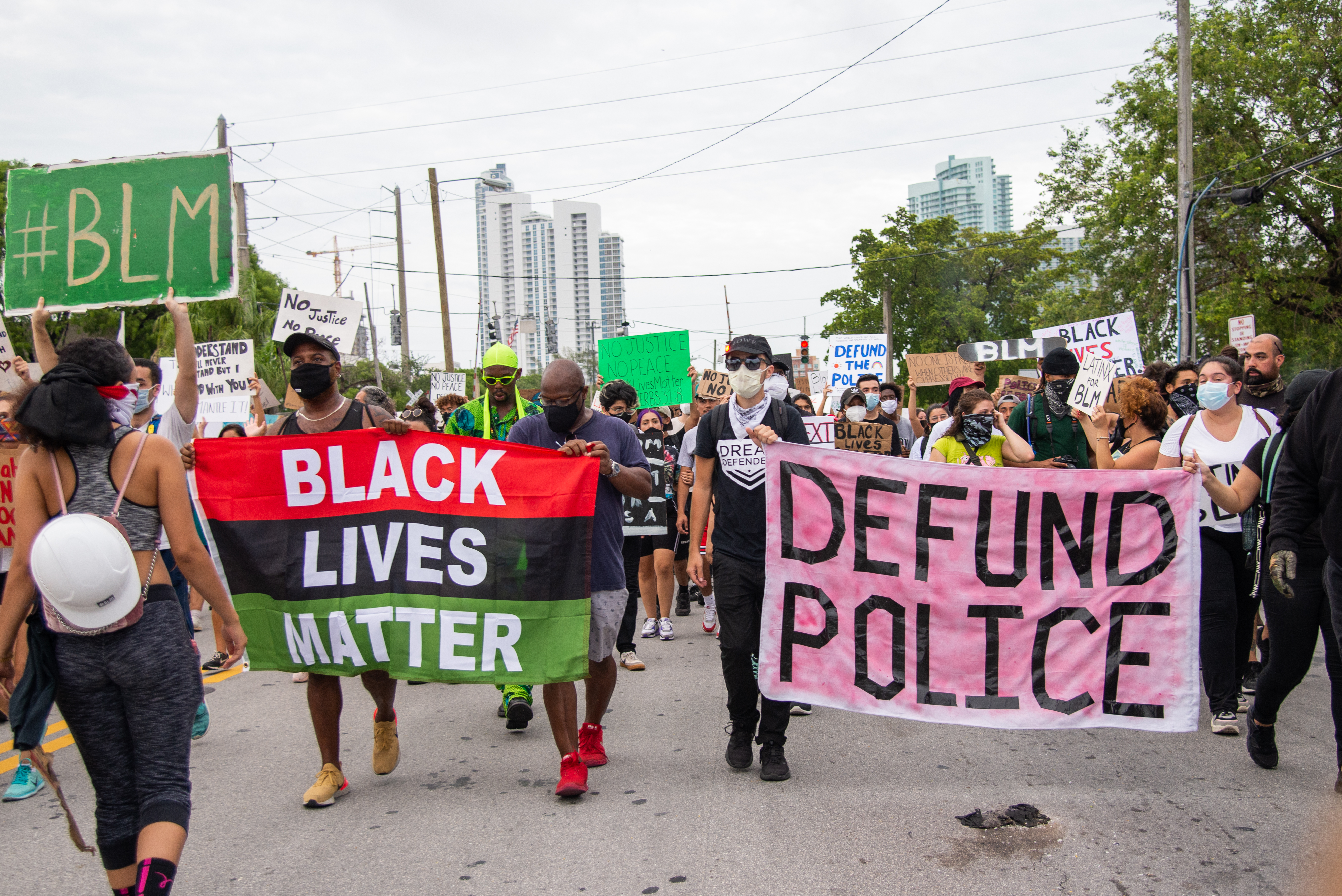
Лозунг на митинге в Майами

Defund the police (англ. Дефинансируйте полицию) — слоган, призывающий к уменьшению финансирования полицейских управлений и перераспределение освободившихся средств на не связанные с деятельностью полиции формы общественной безопасности и поддержки общества, такие как социальные службы, молодёжные программы, жильё, образование, здравоохранение и другие общественные ресурсы. Активисты, использующие эту фразу, могут делать это с разными намерениями; некоторые стремятся к умеренному сокращению, в то время как другие ратуют за полное прекращение финансирования полиции в качестве шага к её упразднению в её современном виде. Активисты, поддерживающие отказ от финансирования полицейских управлений, часто утверждают, что инвестирование в общественные программы могло бы обеспечить лучшее сдерживание преступности в общинах; средства следует вместо этого направить на решение социальных проблем, таких как бедность, бездомность и психические расстройства. Сторонники отмены смертной казни также призывают заменить существующие полицейские силы другими системами общественной безопасности.
Лозунг «defund the police» стал обычным явлением во время протестов, начавшихся в мае 2020 года. По словам Дженны Уортам и Мэтью Иглесиаса, этот слоган популяризировал Black Visions Collective вскоре после смерти Джорджа Флойда.
Некоторые социологи, криминологи и журналисты раскритиковали некоторые аспекты движения за отказ от финансирования полиции. В Соединённых Штатах среди широкой публики концепция отказа от финансирования непопулярна.